# Klinga mina klockor
Klinga mina klockor är en sång, med musik av Benny Andersson och text av Björn Ulvaeus. Låten finns med på albumet "Klinga mina klockor" från 1987.
Melodin låg på Svensktoppen i fem veckor under perioden 7 februari-6 mars 1988, med femteplats som bästa resultat där.
2009 sjöng Elisabeth Andreassen in låten på albumet Spellemann.